# 保多駒吉
保多 駒吉（やすだ こまきち、1860年（万延元年） - 1886年（明治19年）10月5日）は自由民権運動家。常陸国下館（現・筑西市下館地区）出身。苗字は「保田」とも記される。

## 来歴
元下館藩士。1881年（明治14年）に隣県・栃木県下都賀郡栃木町（現・栃木市）にある栃木県立栃木中学校に入学。当時の栃木町は田中正造など自由民権運動家の活動拠点として知られており、保多も栃木町にて開かれていた自由党の政談演説会に参加し薫陶を受ける。
その後、保多は栃木中学校を中退し政治家になるために上京。そこで大井憲太郎を通じて同郷の富松正安と知り合う。1884年（明治17年）、自由党員として活動していた保多は加波山事件に参加し逃亡。山梨県都留郡谷村（現・都留市）の同志のもとへ潜伏するが捕えられる。1886年（明治19年）10月5日に同県甲府町（現・甲府市）にて処刑された。享年27。辞世の句は「時ならぬ 時にぞ咲きにし 桜花 散りてぞ花の いさをなるらん」。墓所は甲府市の善光寺。